# Jürgen Groh
Jürgen Groh (Heppenheim, 1956. július 17. –) nyugatnémet válogatott német labdarúgó, hátvéd.

## Pályafutása

### Klubcsapatban
1976 és 1980 között az 1. FC Kaiserslautern, 1980 és 1985 között a Hamburger SV, 1985–86-ban a török Trabzonspor labdarúgója volt. 1986-ban visszatért a Kaiserslauternhez, ahol további három idényen át játszott. 1989–90-ben az alacsonyabb osztályú SV Edenkoben együttesében fejezte be az aktív labdarúgást. A hamburgi csapattal két bajnoki címet szerzett és tagja volt az 1982–83-as idényben BEK-győztes együttesnek.

### A válogatottban
1979-ben és 1983-ban egy-egy alkalommal szerepelt a nyugatnémet válogatottban. Második válogatott mérkőzésén 1983. szeptember 7-én a magyar válogatott ellen játszott. A budapesti mérkőzésen 1–1-es döntetlen született. 1982 és 1984 között 14 alkalommal szerepel a német olimpiai válogatottban és részt vett a Los Angeles-i olimpián is, ahol a válogatott a negyeddöntőben búcsúzott.

## Sikerei, díjai
Hamburger SV
- Nyugatnémet bajnokság (Bundesliga)
  - bajnok (2): 1981–82, 1982–83
  - 2. (2): 1980–81, 1983–84
- Bajnokcsapatok Európa-kupája (BEK)
  - győztes: 1982–83
- UEFA-kupa
  - döntős: 1981–82